# Greg Cipes
Gregory Cipes, dit Greg Cipes, est un acteur américain, né le 4 janvier 1980 à Coral Springs (Floride).

## Filmographie
- 2003 : La Maison de l'Étrange (Inhabited) : Tyler Russel
- 2006 : The Wild : Ryan
- 2006 : Ghost Whisperer : Jamey Barton (saison 2, épisode 2)
- 2009 : Fast and Furious 4 de Justin Lin : Dwight
- 2011 : Vile de Taylor Sheridan: Sam
- 2019 : La Ligue des justiciers : Nouvelle Génération (Young Justice) : Garfield Logan/Beast Boy (2e voix) (à partir de la saison 3)
- 2023 : Titans : Garfield Logan/Beast Boy (caméo archive audio ; saison 4, épisode 9)